# Wegkapelle (Heimertingen)

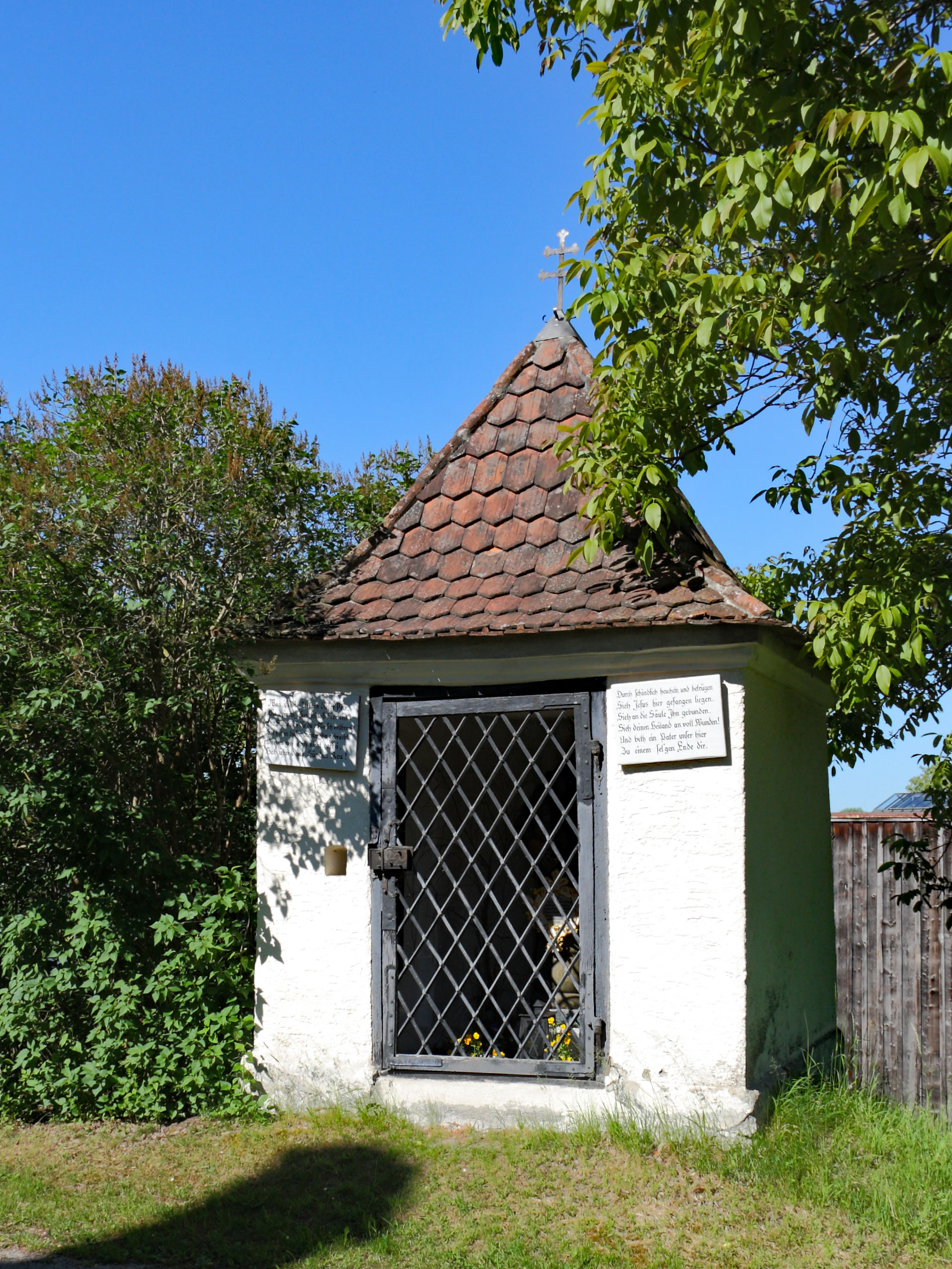
Wegkapelle in Heimertingen

Die Wegkapelle in der Gemeinde Heimertingen ist ein quadratischer Bau mit Zeltdach im Landkreis Unterallgäu in Bayern. Das denkmalgeschützte Gebäude befindet sich am Südwestende des Dorfes und wurde im 18. Jahrhundert errichtet. Im Inneren ist eine überlebensgroße Holzfigur des Christus an der Geißelsäule aufgestellt. Eine Tafel mit Versinschrift ist mit 1753 bezeichnet.